# 51-es metróvonal (Amszterdam)
Az 51-es metróvonal az amszterdami metró egyik metróvonala, a Centraal Station és az Isolatorweg állomások között. A pálya 18,7 km hosszú és 19 megállóból áll. A Centraal Station és a Spaklerweg állomások között együtt fut az 53-as és az 54-es vonallal, majd ezt követően az 50-es metróhoz csatlakozik. Érintkezik ezek mellett az 52-es metróvonallal is, de csak a Zuid állomáson.
A metró első szakaszát 1977-ben avatták fel. 2020-ban átmenetileg felfüggesztették működését a Covid19-pandémia következtében.

## Állomások
| Perc (↓) | Állomás             | Perc (↑) | Átszállási kapcsolatok |
| -------- | ------------------- | -------- | --- |
| 0        | Centraal Station    | 35       | · 1, 4, 14, 18, 21, 22, 43, 48, 305, 306, 314, 316, 391, 394, 891, N23, N47, N57, N81, N82, N83, N84, N85, N86, N87, N88, N89, N91, N92, N93, N94, N97 · 2, 4, 12, 13, 14, 17, 24, 26 · IC121, IC123, IC125, IC127, IC129, IC141, IC143, IC145, IC147, IC149, IC221, IC225, IC241, IC243, IC245, Intercity, Intercity Direct, Sprinter, Nightjet, Thalys, Eurostar · F3, F4, F5 |
| 2        | Nieuwmarkt          | 33       | |
| 3        | Waterlooplein       | 32       | N85, N86, N87, N87, N89, N91, N93 14 |
| 5        | Weesperplein        | 31       | N85, N86 1, 7, 19 |
| 6        | Wibautstraat        | 29       | N86, N86 |
| 8        | Amstel              | 27       | · 37, 40, 62, 65, 245, , 320, 322, 327, N22, N85 · 12 · Intercity, Sprinter |
| 10       | Spaklerweg          | 25       | N85 |
| 12       | Overamstel          | 23       | |
| 14       | RAI                 | 20       | · 62, 321, N84 · 4 · Sprinter |
| 17       | Zuid                | 18       | · 274, 321, 341, 346, 348, 358 · 5, 25 · Intercity, Sprinter, Nachttrein |
| 18       | Amstelveenseweg     | 16       | 62, 246, 341, 346, 347, 357, 397, N47, N57, N97 24 |
| 21       | Henk Sneevlietweg   | 12       | |
| 23       | Heemstedestraat     | 11       | |
| 25       | Lelylaan            | 10       | · 62, 63, 247 · 1, 17, 27 · Sprinter |
| 26       | Postjesweg          | 8        | |
| 28       | Jan van Galenstraat | 6        | N82 13 |
| 30       | De Vlugtlaan        | 4        | 21, N82 7 |
| 33       | Sloterdijk          | 3        | · 15, 22, 36, 61, 125, 231, 232, 233, 309, 369, 382, 395, N81, FlixBus · 19 · Intercity, Sprinter |
| 35       | Isolatorweg         | 0        | |

## Járatok
| Időszak                                          | Járatok gyakorisága |
| ------------------------------------------------ | ------------------- |
| Csúcsidő                                         | 10 percenként       |
| 7:00 előtt, 20:00 után és hétvégén 10:00-ig      | 15 percenként       |
| Délután 20:00-ig és hétvégén 10:00 után          | 12 percenként       |
| Nyári napi csúcsidő                              | 12 percenként       |
| Nyári reggeli csúcsidő, késő délután és hétvégén | 15 percenként       |